# Ciuleandra (roman)
Ciuleandra este un roman psihologic din 1927 scris de Liviu Rebreanu. Firul narativ urmărește evoluția personajului principal, Puiu Faranga, printr-un amplu proces de autoanaliză psihologică. 

## Rezumat
Puiu Faranga, fiul politicianului Policarp Faranga, își omoară soția, pe Mădălina, într-un moment de nebunie. Policarp îl cheamă pe prefect pentru a găsi împreună o soluție, iar între timp discută cu Puiu despre crima înfăptuită, propunându-i ca salvare internarea într-o casă de sănătate. Tânărul este internat în stare de arest preventiv la sanatoriul profesorului Demarat. Aici începe să îi povestească ce s-a întâmplat doctorului Ursu. Aceste discuții îi întăresc convingerea că va fi eliberat și că, de fapt, el nu are nicio vină pentru cele întâmplate. La un moment dat, are o discuție cu gardianul, pe care îl întreabă dacă știe Ciuleandra, iar acesta îi spune că a trecut și el printr-un moment asemănător, fiind gata să-și omoare soția. În camera sa, Puiu are timp să își analizeze comportamentul și înțelege că tatăl său a încercat tot timpul să-l protejeze, deoarece răul se afla în el. Singurătatea îl face să găsească în amintirea Mădălinei singura alinare. Puiu îi povestește doctorului Ursu teoria sa: fiind singurul descendent al familiei, el avusese datoria să se însoare cu o fată de la țară, pentru a reîmprospăta sângele unui neam care era condamnat să se stingă.
Pe Mădălina a cunoscut-o într-un sat din Argeș, la horă, când aceasta avea paisprezece ani, se îndrăgostește brusc de ea și o cere de soție. Mădălina este luată la București, pleacă la studii în Elveția, în Franța și în Anglia. Numele ei acum este Madeleine. Cei doi se căsătoresc când ea împlinește 18 ani, iar el 27. Mădălina se desparte de viața ei adevărată.
După o noapte zbuciumată, Puiu îi spune doctorului Ursu că a aflat motivul pentru care a omorât-o pe Mădălina. O omorâse din întâmplare, pentru că ea fusese acolo, în momentul acela și concluzionează că este nebun. Când mama Mădălinei vine să-i ceară daune, Puiu o trimite la tatăl său. Atunci află că doctorul Ursu o cunoscuse pe Mădălina, fuseseră vecini și copilăriseră împreună. Puiu înțelege că doctorul o iubise pe fată. Student fiind, acesta se învoise cu mama Mădălinei să o ia de nevastă la terminarea facultății. Dar atunci a apărut Puiu Faranga și fata a fost căsătorită cu el împotriva voinței ei. În febra nebuniei, Puiu îi mărturisește că și el a iubit-o pe Mădălina, atât de mult încât a omorât-o. În camera lui, începe să fredoneze melodia Ciuleandra și să joace în ritmul ei. A doua zi declară că nu este nebun și vrea să își ispășească pedeapsa cuvenită. Îl atacă pe doctor. Când sosește bătrânul Faranga, i se spune că Puiu e grav bolnav și va fi internat într-o casă de sănătate.

## Analiză
Ca metodă, romanul face parte dintr-un ciclu de opere, care mai cuprinde Pădurea spânzuraților și Adam și Eva, fiind diferit de „realismul clasic”.
Romanul începe șocant, cu o scenă tragică: Puiu Faranga își ucide soția într-un acces de demență pe care nu și-l poate explica.
Subiectul romanului se realizează prin analiza de sine a personajului. Îndemnat să simuleze nebunia, Puiu acceptă o strategie care nu va funcționa întocmai. Ținut în izolare, cu gardian la ușă, el trece printr-un proces de autoanaliză, de reconstituire a evenimentelor.
Ciuleandra are la bază principiul naturalist. Puiu Faranga este descendentul degenerat al unei familii boierești. Factorul biologic are aici un rol esențial și conduce la criză, prin stricarea sângelui și nebunie. Există însă în roman și un alt element diferit de naturalism, un conflict psihologic.
Acțiunea romanului urmărește două planuri: pe de o parte, rememorându-și copilăria, maturitatea și căsnicia, personajul principal caută o justificare pentru fapta sa, dar pe de altă parte aceste retrăiri au ca efect degradarea sa psihică totală. În momentul în care acceptă că este un criminal, el refuză să mai continue jocul bătrânului Faranga și solicită să fie tratat independent.
Partea a doua a romanului urmărește înstrăinarea eroului de realitate, căderea în nebunia propriu-zisă. Individualitatea exacerbată a personajului explică stările sale contradictorii: nervozitatea, bănuiala că este ironizat, agitația, teama, coșmarurile. Singur în cameră, el încearcă să-și amintească Ciuleandra și se agită și mai mult pentru că nu reușește. Beția dansului, muzica sălbatică, ritmul nebunesc dezvăluie o vitalitate nestăpânită și cheamă participarea „instinctelor” pământului.

## Personaje
- Puiu Faranga
- Policarp Faranga, politician, fost ministru al justiției, tatăl lui Puiu
- Mădălina Crainicu/Madeleine, fata unei văduve din sat, soția lui Puiu
- tante Matilda, mătușa lui Puiu și mama adoptivă a Madeleinei
- Nicolae Spahiu, prefectul
- procurorul Săvulescu
- profesorul Demarat
- doctorul Ion Ursu, fiu de țăran, asistentul profesorului Demarat, prieten din copilărie al Mădălinei
- gardianul Leahu

## Scriere și publicare
În 1927 Liviu Rebreanu a spus că acest subiect l-a pasionat în urmă cu 15 ani și că l-a notat ca nuvelă, cu titlul Nebunul. În 1924 a dat peste această nuvelă printre încercările sale nepublicate, ce avea la bază un caz real. La sfârșitul anului 1926 a abordat acest subiect, iar în primăvara anului 1927 se afla la Orlat, prins de redactarea primei versiuni, apoi a plecat la Maieru pentru versiunea definitivă. Aici, soția scriitorului, Fanny Rebreanu, a consultat registrele de botez pentru a găsi un nume potrivit eroinei. Ciuleandra se desparte însă de linia conflictuală a subiectului notat demult ca nuvelă.

## Teme principale
Moto-ul preluat din Apocalipsă (III-17), „... și nu știi că tu ești ticălos și mișel și sărac și orb și gol” sugerează interpretarea că numai conștiința ne rămâne ca singur judecător pentru faptele noastre.
Ciuleandra a devenit romanul „luptei cu obsesia”. Inocularea obsesiei dansului trece de aspectul pitoresc al descrierilor etnografice. Jocul capătă un sens existențial. O anumită dozare a misterului o transformă pe Mădălina într-o eroină fantomatică.

## Aprecieri critice
Potrivit lui Eugen Lovinescu, roman modern, Ciuleandra demonstrează capacitatea scriitorului de a prezenta un caz patologic prin expunere de fapte și coincidențe, dar fără o analiză, pentru că subconștientul nu suportă o disecare logică.
Lucian Raicu apreciază metoda prozatorului, care dezvăluie un analist tenace al proceselor obscure și într-un fel, și un mare poet „amar, sever și posomorât al pasiunilor”, având drept rezultat amenințarea de a declanșa nebunia celui ce se lasă în voia lui, „a sumbrului erotism, a destinului și a morții.”
Perpessicius a încercat să găsească o justificare estetică romanului, dezvoltând subtile variații în jurul a ceea ce s-ar desprinde din numele Mădălinei. El accentuează ideea fixă a dansului exaltant Ciuleandra, pe care Puiu se străduiește să și-l amintească, devenind o adevărată obsesie. Dacă la început el doar simulează nebunia, în final ajunge nebun de-a binelea.
La data apariției, critica a sancționat prompt această „experimentare stângace și artificială” (Șerban Cioculescu). George Călinescu a numit-o o nuvelă „rece”.

## Asemănări cu alte creații literare
Șerban Cioculescu găsește asemănări între Ciuleandra și O făclie de Paști a lui I.L. Caragiale sau nuvelele lui Gib Mihăiescu, atribuindu-i meritul de a fi prezentat primul caz clinic de obsesie în istoria romanului românesc.

## Traduceri
Ciuleandra a fost tradusă în 1929 în limba franceză, La danse de l'amour et de la mort, apărut la Editions Baudinière. 
În 1930, a fost tradus în limba italiană, la editura La Nuova Italia, Perugia-Venezia, de către Venere Isopescu, cu prefața semnată de Giulio Bertoni. După 90 de ani de la această primă apariție în limba italiană, editura Rediviva din Milano a reluat publicarea volumului cu o nouă traducere, semnată de Alessio Colarizi Graziani și Alina Monica Țurlea (La Ciuleandra, 2020).
În 2015 a fost tradus în limba spaniolă de Joaquín Garrigós, lansarea fiind cuprinsă în cele peste 600 de evenimente organizate la Madrid de Ziua Internațională a Cărții.
La editura americană Cadmus Press (S.U.A.), care publică literatură din estul și sud-estul Europei, a apărut în 2021 romanul Ciuleandra de Liviu Rebreanu, în traducerea lui Gabi Reigh.  Primul capitol al traducerii fusese deja nominalizat pentru John Dryden Translation Prize, acordat de Asociația Britanică de Comparatistică.

## Ecranizări
În 1929 un cerc de cineaști germani au făcut oferta ecranizării acestui roman. În iunie, după exterioarele filmate la Băile Strunga și alte cadre turnate la Bacău și Roman, filmul realizat în două versiuni diferite, cu același decor, dar cu protagoniști schimbați (Nicu Băltățeanu și Hans Stuwe), era gata pentru lansare. Dar scriitorul, atacant vehement în presă, a notat în Jurnal, la 3 noiembrie 1930, că „haita de șantajiști aleargă să exploateze mediocritatea filmului”, programat în premieră la Capitol. În ciuda acestor circumstanțe nefavorabile, Ciuleandra din 1929 a rămas primul film sonor românesc.
În 1985 filmul Ciuleandra a fost regizat de Sergiu Nicolaescu, în rolurile principale fiind actorii Ștefan Iordache, Gheorghe Cozorici, Ion Rițiu și Anca Szönyi.